# Aah! Harimanada
Aah! Harimanada (яп. ああ播磨灘) — японская манга, автором и иллюстратором которой является Кэй Садаясу. Публиковалась издательством Коданся в журнале Weekly Morning. Всего выпущено 28 томов манги. По мотивам манги студией Easyfilm был выпущен аниме-сериал, который транслировался по телеканалу TV Tokyo с 23 мая 1992 года по 1 октября 1992 года. Всего выпущено 23 серий аниме.
По мотивам манги также была выпущена видео-игра сначала для игровой приставки Game Boy, а позже для Sega Game Gear и Sega Mega Drive.
Игра была подвергнута критике из-за скучного геймплея. Игровой журнал Sega Pro оценил игру в 59 баллов из 100. 

## Сюжет
Сюжет разворачивается вокруг Хариманды, борца сумо-новичка, который буквально выйдя на арену показывает свой талант и оригинальный метод борьбы, однако это не устраивает членов ассоциации сумо, у которых установлена свои правила и иерархия, они дают знать, что не заинтересованы в Хариманде как борце, однако вместо того, чтобы уйти, Хариманда делает дерзкое заявление, что намеревается стать сильнейшим борцом, свергнуть ассоциацию сумо и победить легендарного Футабаяму, который победил уже 69 раз в подряд. Члены ассоциации возмущаются заявлениями Хариманды и решают унижать и выживать его любыми способами, самому Хариманде предстоит противостоять этой иерархии и побеждать на соревнованиях, чтобы достичь своей заветной цели.

## Роли озвучивали
- Акио Оцука — Хариманада Исао (яп. 播磨灘)
- Ай Орикаса — Акико Маэда
- Акира Мураяма — Диктор
- Ако Маяма — Оками-сан (яп. おカミさん)
- Икуя Саваки — рассказчик
- Кэньити Огата — Райко (яп. 雷光)
- Кэньити Оно — профессиональный судья сумо
- Кумико Нисихара — Риё
- Мари Масиба — Маро
- Масахиро Андзай — Ясокити Фугаку (яп. 富嶽八十吉)
- Мэгуми Тано — Пуюта
- Мики Нарахаси — Фуко
- Нобуаки Фукуда — Кисюнада
- Нобуюки Фурута — Хокудосан (яп. 北道山)